# Xenosaga Episode II: Jenseits von Gut und Böse
Xenosaga Episode II: Jenseits von Gut und Böse est un jeu vidéo de rôle développé par Monolith soft sous la direction d'Arai Kou. Il a été édité sur PlayStation 2 par Namco en juin 2004 au Japon, en février 2005 en Amérique du Nord, puis par SCEE en Europe en octobre 2005.
Jenseits von Gut und Böse veut dire littéralement « Au-delà du bien et du mal »
Le jeu constitue la suite de Xenosaga Episode I: Der Wille zur Macht, sorti en 2002.

## Préambule
En juin 2004, Namco sort le jeu très attendu Xenosaga Episode II: Jenseits von Gut und Böse. Continuant l'histoire là où l'avait laissé Xenosaga Episode I. Le joueur joue le rôle  de Shion Uzuki, l'héroïne. Le concept de personnages dérivé de l'anime qui figurait dans l'Episode I. Chaque personnage jouable à part Ziggy change d'apparence. D'autres personnages, comme Shion, ont de gros changement physique entre l'Episode I et l'Episode II.
Xenosaga Episode II répond à plusieurs questions dont l'Episode I a posé, comme les mystères entourant l'U.R.T.V. et le Miltian Conflict. Cependant, un grand nombre de questions importantes n'ont toujours pas de réponse. On peut donner comme exemples la vraie identité de chaos et de Nephilim, la signification de l'Abel's Ark (Arche d'Abel) et la vraie nature d'U-DO. Cependant, toutes ces questions auront une réponse dans Xenosaga Episode III.
Le système de combat de Xenosaga Episode II a été modifié depuis celui de  l'Episode I. L'Episode II permet la commande "boost", mais introduit le système "stock". Les unités A.G.W.S. ont été remplacés par  différents robots appelés E.S., et sont équipés d'Anima Relics (Reliques Anima) qui sont similaires à ceux de Xenogears. Les combats dans les unités E.S. sont complètement indépendants du combat des personnages, les combats ressemblent de cette manière plus à Xenogears. Le joueur peut aussi utiliser les E.S. pour explorer les donjons.
Xenosaga Episode II dispose de courts morceaux de musique composés par Yuki Kajiura, une nouvelle arrivante dans le projet Xenosaga. La musique de jeu, incluant les thèmes de combat, est composée par un autre nouvel arrivant, Shinji Hosoe.

## Les Doubleurs

### Version Anglaise
- Dave Wittenberg est ... Allen Ridgeley / Louis Virgil
- Joshua Seth est ... chaos / Hermann
- Brianne Siddall est ... Jr./Rubedo
- Michael Gough] est ... Jin Uzuki
- Christina Puccelli est ... MOMO
- Colleen O'Shaughnessey est ... KOS-MOS
- Olivia Hack est ... Shion Uzuki
- Richard Epcar est ... Ziggurat 8 (Ziggy)
- Beng Spies est ... Canaan
- Crispin Freeman est ... Albedo / Gaignun Kukai (Nigredo)
- Jason Spisak est ... Wilhelm / Hammer / Richard
- Heather Hogan est ... Miyuki Itsumi
- Kari Wahlgren est ...Febronia / Pellegri
- Tara Strong est ... Sakura Mizrahi
- Ali Hillis est ...Mary and Shelly Godwin
- Stuart K. Robinson est ... Helmer
- Kim Mai Guest est ... Nephilim / Juli Mizrahi
- Chris Smith est ... Kevin Winnicot
- Michael Bell est ... Patriarch Sergius
- Michael McConnohie est ... Margulis
- Kirk Thornton est ... Captain Matthews
- Henry Dittman est ... Tony
- Keith Szarabajka est ... Dimitri Yuriev /Vanderkaum
- Jennifer Hale est... Nigredo (Child)
- Scott Menville est ... Albedo (Child)
- Stephanie Mitchell est ... Citrine
- Keith Clark est... Vector/UMN Staff
- Voix additionnelle

Steve Cunningham
Terry Gregory
Cal Thomas
Carlos Ferro

### Version Japonaise
- Hiroaki Hirata est ... Allen Ridgely
- Hiroshi Kamiya est ... Canaan
- Soichiro Hoshi est ... chaos
- Hideyuki Tanaka est ... Jin Uzuki
- Eriko Kawasaki est ... Jr./Rubedo
- Mariko Suzuki est ... KOS-MOS
- Rumi Shishido est ... MOMO
- Ai Maeda est ... Shion Uzuki
- Masashi Ebara est .. Ziggurat 8 (Ziggy)
- Emi Uwagawa est ... Miyuki Itsumi
- Nobuyuki Hiyama est ... Wilhelm
- Mariko Kouda est ... Febronia
- Osamu Saka est ... Dimitri Yuriev
- Kōichi Yamadera est ... Albedo / Gaignun Kukai (Nigredo)
- Rie Kugimiya est ...Mary Godwin
- Yumi Takada est ... Shelly Godwin
- Masaru Ikeda est ... Helmer
- Rena Mizuki est ... Citrine
- Naomi Shindou est ... Juli Mizrahi
- Yumi Touma est ... Nephilim
- Masumi Asano est ... Sakura Mizrahi
- Hideo Ishikawa est ... Kevin Winnicot
- Masakazu Morita est ... Louis Virgil
- Chikao Ōtsuka est ... Patriarch Sergius
- Jouji Nakata est ... Margulis
- Eriko Hara est ... Pellegri
- Masaharu Satou est ... Sellers
- Unshou Ishizuka est ... Captain Matthews
- Takehito Koyasu est ... Tony
- Taiki Matsuno est ... Hammer
- Shinichiro Miki est ... Hermann
- Ryotaro Okiayu est ... Richard